# Pygaulidae
De Pygaulidae zijn een familie van uitgestorven zee-egels (Echinoidea) uit de superorde Neognathostomata.

## Geslachten
- Echinogalerus Koenig, 1825 †
- Hypopygurus Gauthier, 1889 †
- Ovulechinus Lambert, 1920 †
- Plagiochasma Pomel, 1883 †
- Pygaulus L. Agassiz, 1847 †
- Pygopistes Pomel, 1883 †
- Pygorhynchus L. Agassiz, 1839 †